# Governo Soult II
Il Governo Soult II è stato un governo francese durante la monarchia di luglio, in carica dal 12 maggio 1839 al 20 febbraio 1840, per un totale di 9 mesi e 9 giorni.

## Cronologia
- 12 maggio 1839: viene sventato il tentativo d'insurrezione repubblicana da parte della Società delle Stagioni di Auguste Blanqui
  - La stessa sera, Luigi Filippo riceve il Maresciallo Soult, incaricandolo di formare un governo composto da centro-destra, dal Terzo Partito e da settori del centro-sinistra
- 7 febbraio 1840: il partito di centro-destra viene indebolito dalla nomina di François Guizot ad ambasciatore presso il Regno Unito
- 20 febbraio 1840: la bocciatura da parte della Camera per una dote statale al principe Luigi per il suo matrimonio con Vittoria di Sassonia-Coburgo porta alle dimissioni del governo
- 1º marzo 1840: potendo contare sulla maggioranza relativa alla Camera, il centro-sinistra di Adolphe Thiers torna al governo, appoggiato dal Terzo Partito

## Consiglio dei Ministri
Il governo, composto da 9 ministri (oltre al presidente del consiglio), vedeva partecipi:
| Carica                                    | Titolare | Titolare                | Partito         |  |
| ----------------------------------------- | -------- | ----------------------- | --------------- |  |
| Presidente del Consiglio dei Ministri     |          | Jean-de-Dieu Soult      | Nessuno         |  |
|                                           |          |                         |                 |  |
| Ministro degli Affari Esteri              |          | Jean-de-Dieu Soult      | Nessuno         |  |
| Ministro dell'Interno                     |          | Tanneguy Duchâtel       | Centro-destra   |  |
| Ministro della Giustizia                  |          | Jean-Baptiste Teste     | Terzo Partito   |  |
| Ministro della Guerra                     |          | Virgile Schneider       | Centro-destra   |  |
| Ministro della Marina e delle Colonie     |          | Guy-Victor Duperré      | Nessuno         |  |
| Ministro delle Finanze                    |          | Hippolyte Passy         | Centro-sinistra |  |
| Ministro della Pubblica Istruzione        |          | Abel-François Villemain | Terzo Partito   |  |
| Ministro dei Lavori Pubblici              |          | Jules-Armand Dufaure    | Centro-sinistra |  |
| Ministro del Commercio e dell'Agricoltura |          | Laurent Cunin-Gridaine  | Centro-destra   |  |